# Барри, Джеймс Мэтью
Сэр Дже́ймс Мэ́ттью Ба́рри, 1-й баронет (англ. Sir James Matthew Barrie, 1st Baronet, 9 мая 1860, Кирримьюр — 19 июня 1937, Лондон) — шотландский прозаик, журналист, драматург и сценарист, автор цикла сказочных произведений о Питере Пэне.

## Биография
Джеймс Мэттью Барри родился 9 мая 1860 года в Кирримьюре (Шотландия) и был девятым ребёнком из 10 детей в семье ткача Дэвида Барри и домохозяйки Маргарет Оджилви. Маргарет не имела никакого образования, потому что уже в 8 лет вынуждена была взять на себя все домашние обязанности из-за смерти матери. У Джеймса были два старших брата — Александр (1842 — 16 июля 1914) и Дэвид Оджилви (30 января 1853 — 29 января 1867), — четыре старших сестры — Мэри-Энн (1845—1918), Джейн (14 марта 1847 — 31 августа 1895), Сара (3 июня 1855 — 1 ноября 1913) и Изабелла (4 января 1858—1902), — и младшая сестра Маргарет (9 июля 1863—1936). Ещё у него были две старшие сестры, Элизабет (12 марта 1849 — 1 апреля 1851) и Агнеса (23 декабря 1850—1851), которые умерли ещё до его рождения. Несмотря на низший соцкласс, все дети Барри сумели получить азы образования (то есть умели читать, писать и считать). Учился в Академии Дамфриса, затем в Эдинбургском университете. По окончании университета работал в редакции газеты «Ноттингем Джорнэл».
Литературную деятельность начал в 1885 году. В 1889 году писатель опубликовал серию повестей из деревенской жизни «Идиллия Олд Лихта» и роман из жизни журналистов «Когда человек один». Затем Барри написал неудачную мелодраму «Лучше умереть» (Better Dead, 1888), любовно-психологические романы «Маленький служитель» (The Little Minister, 1891), «Сентиментальный Томми» (Sentimental Tommy, 1896) и его продолжение «Томми и Гризел» (Tommy and Grizel, 1900), книгу о матери «Маргарет Оджилви» (Margaret Ogilvy, 1896).
С 1897 года Барри обращается к драматургии (сценическая обработка «Маленького служителя»). Известность ему приносит «Кволити-стрит» (Quality Street, 1901), комедия, изображающая Англию начала XIX века. Пьесы Барри («Мери Роуз», «Замечательный Крайтон», «Кволити-стрит», «Что знает каждая женщина») ввели его в круг выдающихся драматургов того времени.
В 1898 году Барри познакомился с Сильвией и Артуром Ллуэлин Дэвисами. Это знакомство стало началом долгой дружбы Барри и семьи Дэвис.
В 1894 году Барри женился на молодой актрисе Мэри Энселл, игравшей в одной из его пьес. Брак был расторгнут в 1909 году. Детей у четы Барри не было.
После смерти Сильвии и Артура Ллуэлин Дэвисов Барри стал неофициальным опекуном их детей — пятерых мальчиков.
В 1904 году на сцене была поставлена пьеса «Питер Пэн».
Барри удостоился многих почестей: в 1913 году был произведен в баронеты, в 1922 году награждён орденом «За заслуги»; в 1919—1922 стал ректором Сент-Эндрюсского университета, в 1930—1937 — канцлером Эдинбургского университета; с 1928 года был президентом «Общества литераторов».
Джеймс Мэттью Барри скончался 19 июня 1937 года от пневмонии, не оставив прямых наследников. Большую часть своего состояния он оставил своей секретарше Синтии Мэри Эвелин Аскет.

## В кино
Джеймс Барри упоминается в фильме 1991 года «Капитан Крюк». В фильме он был соседом семьи Дарлингов и слушал сказки детей о Нетландии, Питере Пэне и капитане Крюке, на основе которых написал книгу.
В 2004 году Марк Форстер снял биографический фильм о Джеймсе Барри «Волшебная страна». Роль Барри сыграл Джонни Депп. Фильм немало отличается от реальности, например, Барри встречает Сильвию уже вдовой и у неё четверо сыновей, а не пять. Причём в фильме Барри становится для них официальным опекуном, деля эту ношу с матерью Сильвии.

## Питер Пэн
Во всём мире Барри известен как автор сказки о Питере Пэне. Дэвис Бойз послужили прототипами Питера Пэна и других детей в историях про Нетландию.
Впервые его образ появился в двух ранних книгах Барри. В романе «Томми и Гризел» упоминается отбившийся от семьи мальчик, который очень рад, что потерялся, но боится, что его всё же отыщут и заставят вырасти. Потом о мальчике, который не хотел расти, было подробно рассказано в шести главах романа «Белая птичка» (The Little White Bird, 1902), в котором Питер Пэн появляется впервые под этим именем, вышедших затем отдельной книгой под названием «Питер Пэн в садах Кенсингтона» (Peter Pan in Kensington Gardens, 1906) с иллюстрациями Артура Рэкхэма.
На сцене пьесу «Питер Пэн» впервые поставил в декабре 1904 в Лондоне Чарльз Фроман.
В 1911 г. Барри переработал пьесу в повесть «Питер и Венди».